# 1208

## Esdeveniments
Països Catalans
Resta del món
- Innocenci III mana els cristians combatre els albigesos.
- Fundació de la universitat de Palència.
- Inici oficial de les activitats dels franciscans com a orde.

## Naixements
Països Catalans
- 2 de febrer - Montpeller: Jaume I el Conqueridor, rei de València, Mallorca i Aragó, i comte de Barcelona.[1]

Resta del món

## Necrològiques
Països Catalans
Resta del món
- 15 de gener - Sant Geli, Comtat de Tolosaː Pere de Castellnou, legat papal. La seva mort desencadenarà l'inici de la Croada albigesa (n. ?).[2]